# Wataru Tanigawa
Wataru Tanigawa (Funabashi, 23 de julho de 1996) é um ginasta artístico japonês, medalhista olímpico.

## Carreira
Tanigawa participou dos Jogos Olímpicos de Verão de 2020 em Tóquio, onde participou da prova por equipes, conquistando a medalha de prata após finalizar a série com 262.397 pontos ao lado de Daiki Hashimoto, Kazuma Kaya e Takeru Kitazono.